# Emigrantul (film)
Emigrantul (în engleză The Immigrant) este un film american de comedie din 1917 produs de John Jasper și scris și regizat de Charlie Chaplin pentru compania Mutual Film. În alte roluri interpretează actorii Edna Purviance și Eric Campbell.

## Distribuție
- Charles Chaplin - Immigrant
- Edna Purviance - Immigrant
- Eric Campbell - The head waiter
- Albert Austin - Seasick immigrant / A diner
- Henry Bergman - The artist
- Kitty Bradbury - The Mother
- Frank J. Coleman - The cheater on the boat / Restaurant Owner
- Tom Harrington - Marriage Registrar
- James T. Kelley - Shabby Man in Restaurant
- John Rand - Tipsy Diner Who Cannot Pay